# アカアシオオアオカミキリ
アカアシオオアオカミキリ（赤脚大青髪切／赤肢大青天牛、学名: Chloridolum (Parachloridolum) japonicum）は、成虫が夜行性かつ樹液食で金緑色の光沢色をもつ比較的大型のカミキリムシの一種。
日本（本州・四国・九州）、朝鮮半島、済州島、中国東北部に分布する。

## 形態

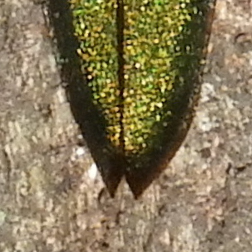
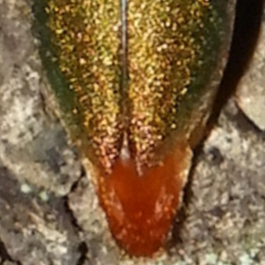

成虫の体長は25 - 30 mm、雄はややスリムで体長に比して肢は長め、雌では後肢腿節は上翅端に届く程度で肢は雄より短い。触角は雄では体長の2倍前後、雌では体長の1.3倍程度。頭部背面、前胸背板および上翅は金緑色の光沢色が一般的。個体によっては金緑色から赤銅色まで様々。肢部、触角を含むその他の部位の体色は赤褐色。前胸背板および上翅の表面に粗大点刻を密にそなえる。胸部と腹部の腹面は薄黄色の粉をふ(葺)いたような状態の場合が多い。前胸背には2対のコーン状隆起を持つ。両上翅の先端は鋭く刺状に尖るが、これがアオカミキリ族以下 他亜属(同亜属には本種しかいないため、本種と他種)との最大の区別点と成る。成虫の後胸腹板両側に臭腺があり、つかむと柑橘系の香りを出す。夜間活動性のカミキリムシのほとんどが地味な色彩であるのに反し、本種だけは宝石のような色彩を持つ。
- | ♂ 雌雄ともに上翅端は尖る（翅の黒ずみは地色ではなくストロボ光の届かなかった位置のもの） |
- | ♀ 翅の色彩は性別によらず様々 |

## 生態
成虫は6月から8月頃雑木林で見かけられ、暗くなってから明け方前まで活動する完全な夜間活動性とされ、日没後クヌギなどの大木の幹を徘徊し樹液に集まる。雄は雌を求めて生木の幹上を素早く駆け回り、雄が雌にマウントしたペアで幹上を這いまわったのち夜明け前にマウント体勢を解き、それぞれが樹上の茂みへと戻って行くが、昼間は全く活動しない。成虫の警戒心は強く逃げ足は速い。雌はクヌギの樹皮の裂け目に産卵し、幼虫はクヌギの生幹を食するとされるが、羽化までの生活史はよくわかっていない。かつて同亜属(Chloridolum (Parachloridolum))に分類されていたことのある 幼虫が伐採木食のオオアオカミキリ（Chloridolum (Chloridolum) thaliodes）では、『卵は約20日でかえり、2冬を幼虫の形でこして、3年目の初夏に老熟、2週間の蛹の期間をへて成虫になる』と生活史はわかっているため、本種も似たような経過を辿る事が期待できる。

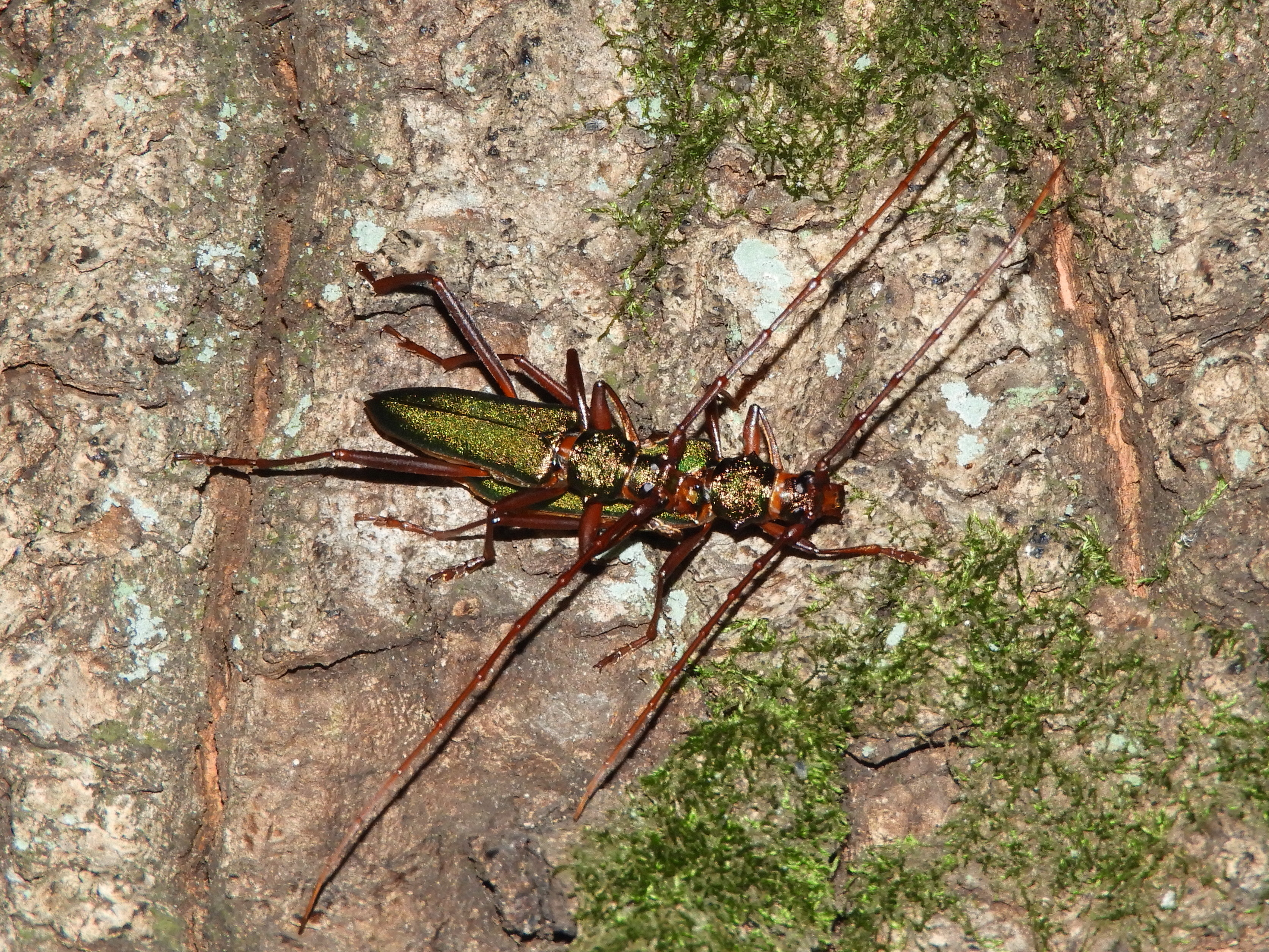
カップルで行動
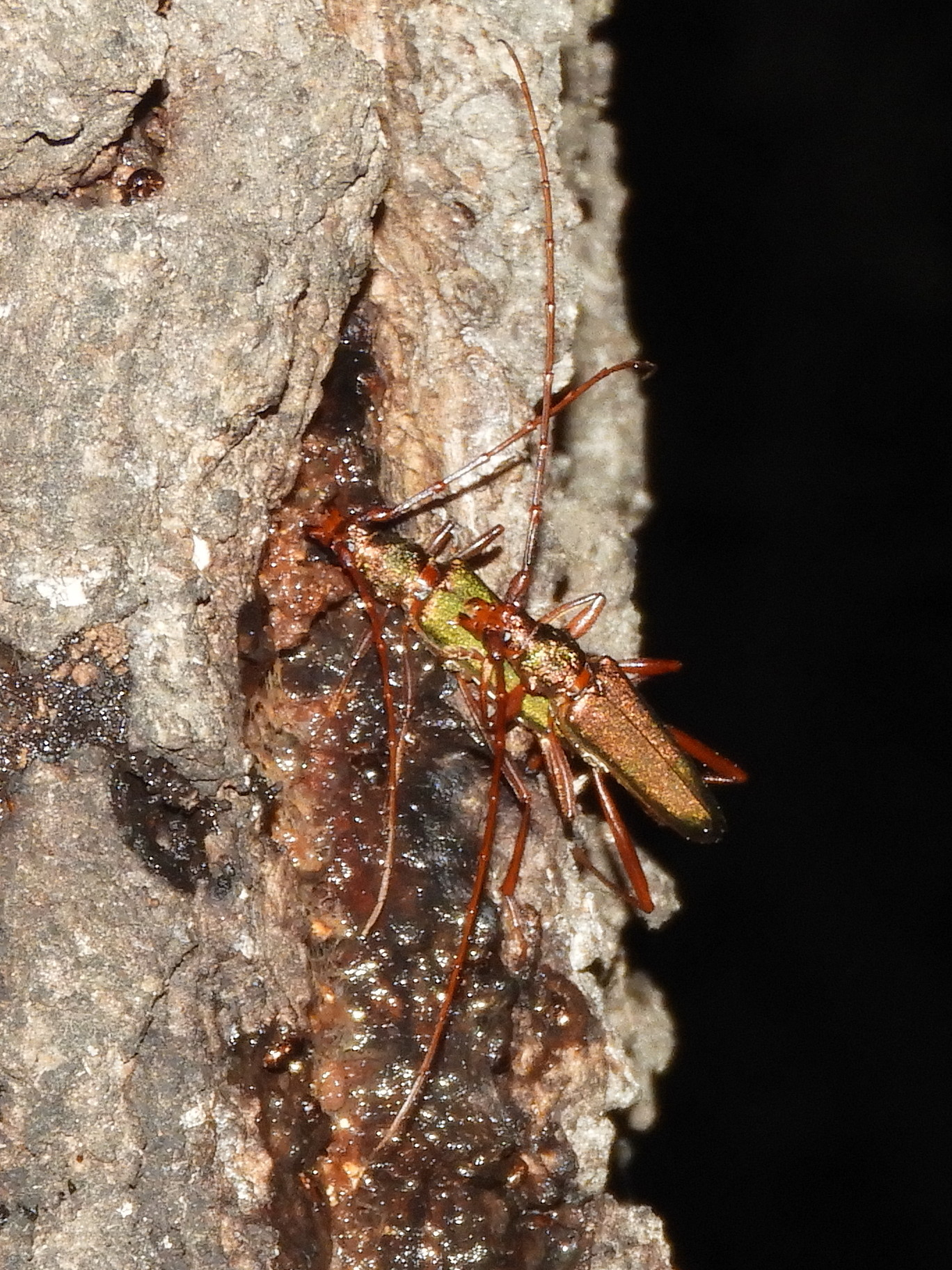
| 深夜に樹液を食べるカップル（オスは赤銅色） |
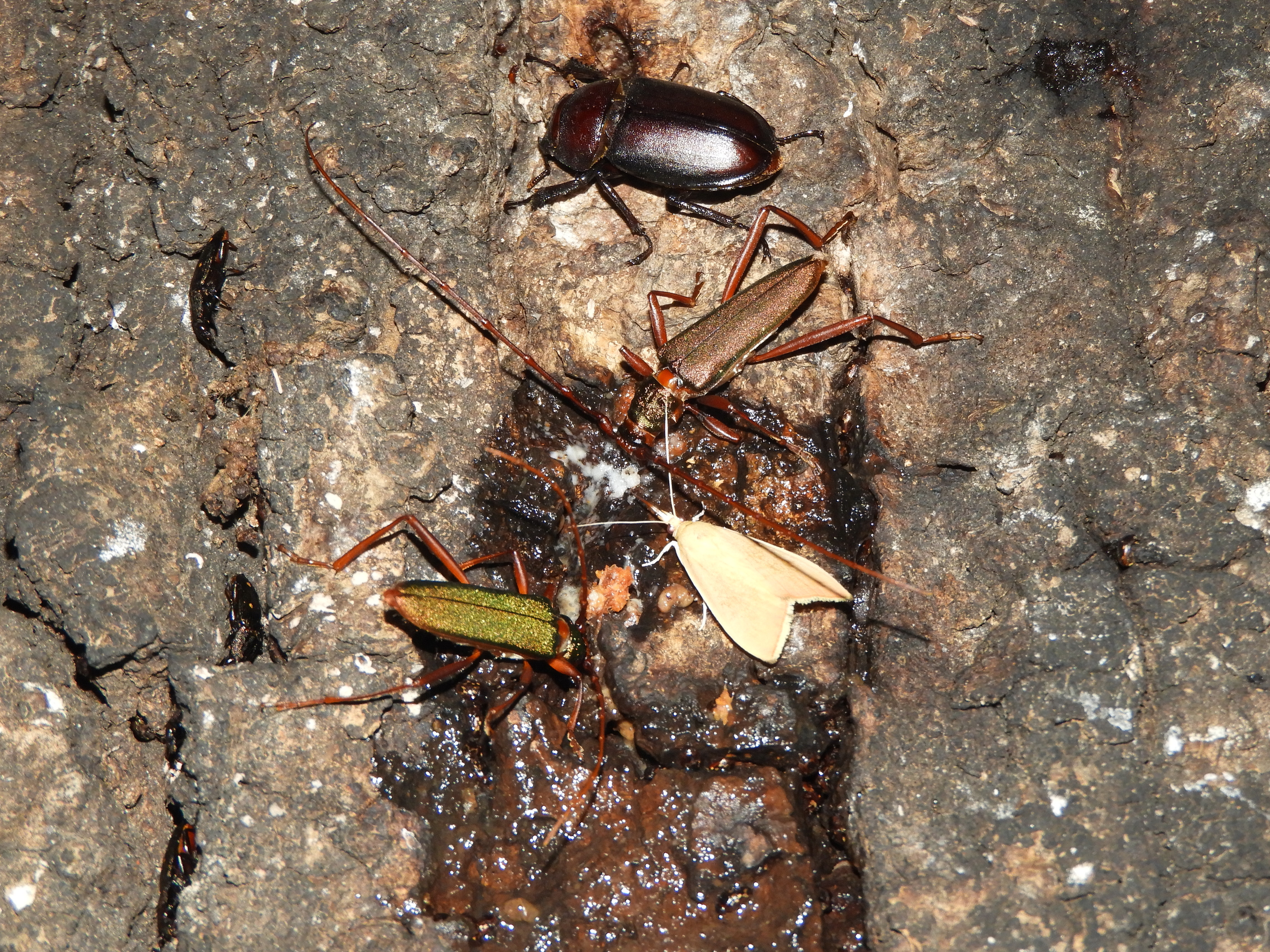
| 樹液に集まる昆虫たち（本種は金緑系と赤銅系） |
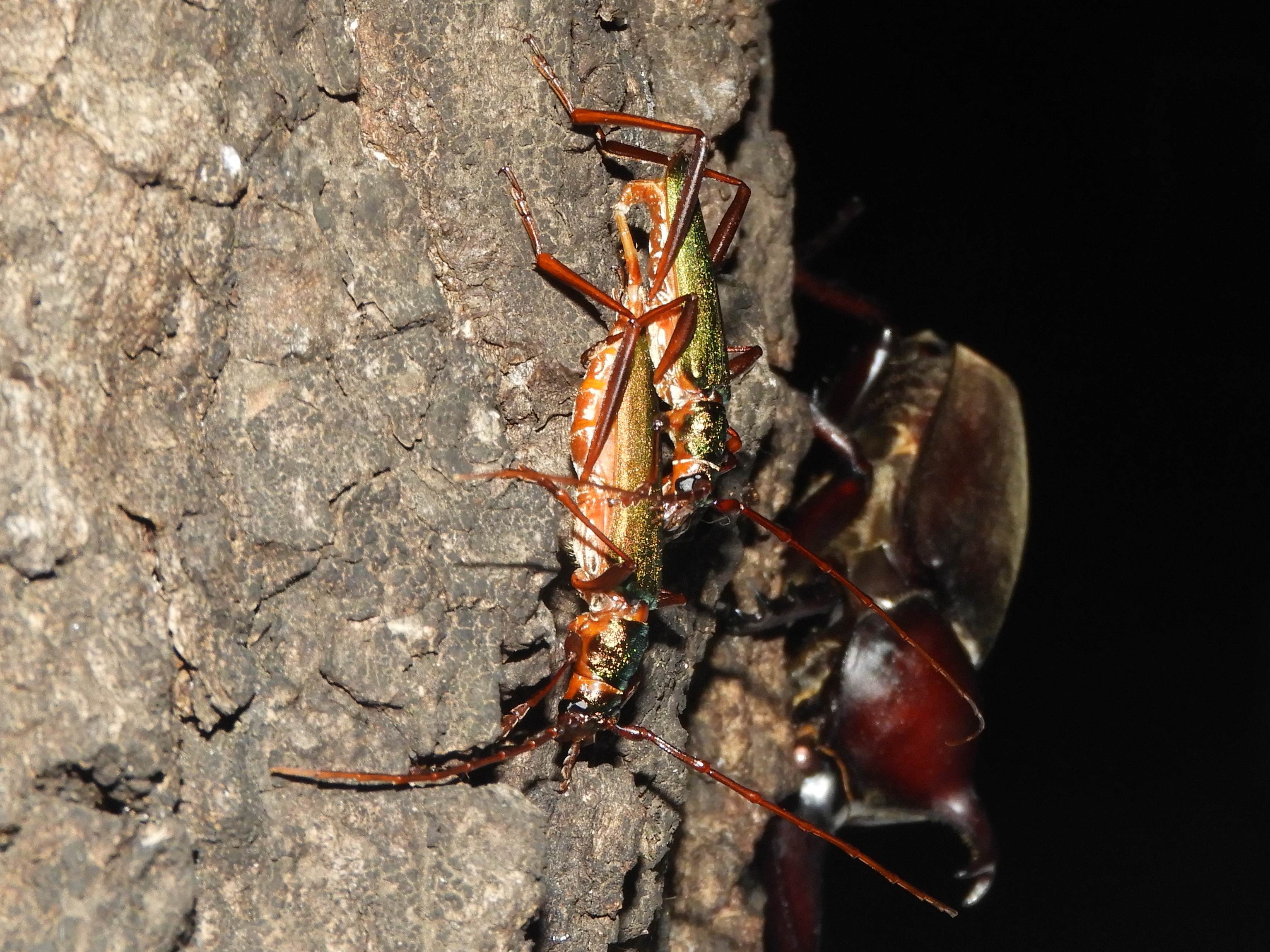
交尾(サイドビュー)

## 日本国内の分布とレッドデータ評価
分布は局地的だが生息地での個体数は多く都心部にも少なくない。
『日本産カミキリ大図鑑』（1984年刊）添付の各種毎の全国分布地図を見る限り、
島嶼部産種を除く日本産オオアオカミキリ属の代表種3種(オオアオカミキリ,ミドリカミキリ,本種)の内、本種を除く2種は何れも全国に分布している(オオアオ:40/47,ミドリ:44/47都道府県)が、本種は全国に広く分布するものの(18/47都道府県と)明らかに局地的に分布している。

環境省による絶滅危惧種カテゴリの指定はない。｢日本のレッドデータ 検索システム｣(2024年更新)では、上記｢日本産カミキリ大図鑑｣地図データに対し、香川県、宮崎県、鹿児島県の情報が加わったため、生存実績のある都道府県は合わせて21か所となり、うち準絶滅危惧種ランク以上の都道府県は9か所(9/21/47都道府県)である。

東京都では本土部に生息している。本土部の2010年のデータでは絶滅危惧IB類だったが2020年のデータでは準絶滅危惧に修正されている。東京都では地域を更に細分化して調査されており、『多摩川より北の武蔵野台地では市街地の緑地にも生息するが、多摩川以南の多摩丘陵から神奈川県全域にかけては非常に稀である。』と評価している。
一方、2022年,2023年夏に東京都近辺では本種が大量発生している。原因は近年のナラ枯れの影響で弱った樹木から樹液が滴りやすい状態が継続している事が関連していると考えられている。